# バンクスヒル
バンクスヒル (Banks Hill) とはイギリスで生産されフランスで調教を受けた競走馬である。引退後は繁殖牝馬になっている。
主戦騎手はオリビエ・ペリエ。

## 戦跡
デビュー戦を勝利するが、準重賞の次走は4着に敗退する。しかし、プール・デッセ・デ・プーリッシュ2着を挟んだサンドリンガム賞で初重賞制覇を果たすと、続くコロネーションステークスで初G1勝利を果たした。この後ジャック・ル・マロワ賞、ムーラン・ド・ロンシャン賞で牡馬相手に2着と善戦し、アメリカに遠征してブリーダーズカップ・フィリー&メアターフで2着に5と2分の1馬身差の圧勝でG1･2勝目をあげた。この年カルティエ賞最優秀3歳牝馬とエクリプス賞最優秀芝牝馬に選ばれた。
翌年はイスパーン賞、プリンスオブウェールズステークスこそ3着と惜敗したものの、前年敗れたジャック・ル・マロワ賞を勝利した。その後ムーラン・ド・ロンシャン賞2着に惜敗し、アメリカに再遠征するも勝ち切れないまま現役を引退した。

### 年度別競走成績
- 2000年（1戦1勝）
- 2001年（7戦3勝） - ブリーダーズカップ・フィリー&メアターフ (G1) 、コロネーションステークス (G1) 、サンドリンガム賞 (G2)
- 2002年（7戦1勝） - ジャック・ル・マロワ賞 (G1)

## 繁殖成績
- ロマンティカ[3]（父ガリレオ）- ジャンロマネ賞(G1)、ノネット賞 (G2)、アレフラース賞(G3)

## 血統表
| バンクスヒルの血統       | バンクスヒルの血統                           | バンクスヒルの血統                           | （血統表の出典）                             | （血統表の出典） |
| 父系                     | ダンジグ系                                   | ダンジグ系                                   | ダンジグ系                                   | [ § 2 ]          |
| 父 *デインヒル 1986 鹿毛 | 父の父Danzig 1977 鹿毛                       | Northern Dancer                              | Nearctic                                     | Nearctic         |
| 父 *デインヒル 1986 鹿毛 | 父の父Danzig 1977 鹿毛                       | Northern Dancer                              | Natalma                                      |                  |
| 父 *デインヒル 1986 鹿毛 | 父の父Danzig 1977 鹿毛                       | Pas de Nom                                   | Admiral's Voyage                             | Admiral's Voyage |
| 父 *デインヒル 1986 鹿毛 | 父の父Danzig 1977 鹿毛                       | Pas de Nom                                   | Petitioner                                   |                  |
| 父 *デインヒル 1986 鹿毛 | 父の母Razyana 1981 鹿毛                      | His Majesty                                  | Ribot                                        | Ribot            |
| 父 *デインヒル 1986 鹿毛 | 父の母Razyana 1981 鹿毛                      | His Majesty                                  | Flower Bowl                                  |                  |
| 父 *デインヒル 1986 鹿毛 | 父の母Razyana 1981 鹿毛                      | Spring Adieu                                 | Buckpasser                                   | Buckpasser       |
| 父 *デインヒル 1986 鹿毛 | 父の母Razyana 1981 鹿毛                      | Spring Adieu                                 | Natalma                                      |                  |
| 母 Hasili 1991 鹿毛      | 母の父Kahyasi 1985 鹿毛                      | *イルドブルボン                              | Nijinsky II                                  | Nijinsky II      |
| 母 Hasili 1991 鹿毛      | 母の父Kahyasi 1985 鹿毛                      | *イルドブルボン                              | Roseliere                                    |                  |
| 母 Hasili 1991 鹿毛      | 母の父Kahyasi 1985 鹿毛                      | Kadissya                                     | Blushing Groom                               | Blushing Groom   |
| 母 Hasili 1991 鹿毛      | 母の父Kahyasi 1985 鹿毛                      | Kadissya                                     | Kalkeen                                      |                  |
| 母 Hasili 1991 鹿毛      | 母の母Kerali 1984 鹿毛                       | High Line                                    | *ハイハット                                  | *ハイハット      |
| 母 Hasili 1991 鹿毛      | 母の母Kerali 1984 鹿毛                       | High Line                                    | Time Call                                    |                  |
| 母 Hasili 1991 鹿毛      | 母の母Kerali 1984 鹿毛                       | Sookera                                      | Roberto                                      | Roberto          |
| 母 Hasili 1991 鹿毛      | 母の母Kerali 1984 鹿毛                       | Sookera                                      | Irule                                        |                  |
| 母系(F-No.)              | (FN:11)                                      | (FN:11)                                      | (FN:11)                                      | [ § 3 ]          |
| 5代内の近親交配          | Northern Dancer3×5=15.63%、Natalma4×4=12.50% | Northern Dancer3×5=15.63%、Natalma4×4=12.50% | Northern Dancer3×5=15.63%、Natalma4×4=12.50% | [ § 4 ]          |
| 出典                     | 1. 2. 3. 4.                                  | 1. 2. 3. 4.                                  | 1. 2. 3. 4.                                  | 1. 2. 3. 4.      |

全兄にフランスのリーディングサイアーになったダンシリ（Dansili）、半姉にビヴァリーD・ステークス、メートリアークステークスの勝ち馬ヒートヘイズ（Heat Haze）、全妹にブリーダーズカップ・フィリー&メアターフ、メートリアークステークスの勝ち馬インターコンティネンタル（Intercontinental）、全弟にマンノウォーステークスの勝ち馬カシーク（Cacique）、ノーザンダンサーターフステークスの勝ち馬シャンゼリゼ（Champs Elysees）がいる。